# Kurt Bolender
Heinz Kurt Bolender (Duisburg, 21 maggio 1912 – Hagen, 10 ottobre 1966) è stato un militare tedesco, che partecipò all'Aktion T4 (programma nazista di eutanasia) e all'Aktion Reinhardt, nome in codice dato al progetto di sterminio degli ebrei in Polonia.

## Biografia
Bolender nacque nel 1912 a Duisburg. Frequentò la scuola fino all'età di 16 anni, quando divenne apprendista fabbro. Nel 1930 si unì al Partito Nazionalsocialista Tedesco dei Lavoratori e nel 1939 alla SS-Totenkopfverbände ("Unità testa di morto"). Partecipò al programma di eutanasia denominato Aktion T4 operando presso i centri di sterminio di Hartheim, Hadamar, Brandeburgo e Sonnenstein, dove i civili tedeschi con disabilità fisiche e mentali venivano sterminati con l'uso del gas o tramite iniezione letale. Bolender si occupò in particolare del processo di cremazione dei corpi delle vittime e condusse anche alcuni test circa la procedura di gassazione. In seguito, nel 1941-42 fu assegnato ad un'unità di ambulanza sul fronte orientale.

### Campo di sterminio di Sobibór
Bolender prestò servizio nel campo di sterminio di Sobibor dall'aprile all'agosto 1942; fu uno degli ufficiali delle SS più temuti dai prigionieri. Ricopriva il ruolo di comandante dell'area di sterminio di Sobibor, supervisionando personalmente le gassazioni degli ebrei e le cremazioni dei loro cadaveri.
Nel 1966, l'SS-Scharführer Erich Fuchs, collega di Bolender a Sobibór, così testimoniò:
Tra i compiti di Bolender vi era quello di supervisore del lavoro dei prigionieri ebrei presso il campo III, come dichiarò egli stesso:
Sempre nel 1966, l'SS-Oberscharführer Erich Bauer, altro collega di Bolender a Sobibór, così testimoniò:
Sempre secondo Bauer, Bolender e altri suoi colleghi erano soliti perpetrare stupri collettivi ai danni delle prigioniere ebree prima di assassinarle:
Nel 1965, la superstite Eda Lichtman così descrisse Bolender e il suo cane:
Nell'autunno del 1942, Bolender divenne il comandante delle guardie ucraine del campo di Sobibór. Il superstite Moshe Bahir così scrisse su di lui:
Nel dicembre 1942, gli incarichi di Bolender a Sobibór furono temporaneamente sospesi perché finì in prigione per aver intimidito un testimone coinvolto nella sua causa di divorzio. Dopo aver scontato la pena, Bolender tornò ad operare nell'ambito dell'Operazione Reinhard, partecipando allo smantellamento e alla liquidazione di Sobibór. In seguito prestò servizio nel campo di lavoro di Dorohucza e infine a Trieste, in Italia. Il 18 gennaio 1945 ricevette la Croce di Ferro di 2ª classe.

### Arresto e processo
Dopo la seconda guerra mondiale, Bolender assunse una falsa identità, non contattò la sua famiglia e si fece dichiarare come "deceduto". Nel maggio 1961 fu però riconosciuto in Germania mentre lavorava come buttafuori in una discoteca e fu immediatamente arrestato. Al momento del fermo usò la falsa identità di Heinz Brenner, ma in passato, nel periodo in cui lavorava come buttafuori all'Er-und Siebar e alla Hofbräuhaus di Amburgo, aveva usato anche lo pseudonimo di Wilhelm Kurt Vahle. Nella sua residenza la polizia trovò una frusta con le iniziali d'argento "KB", l'iscrizione che gli era stata fatta nel campo di Sobibór dal giovane orafo Stanisław Szmajzner.
Nel 1965, fu processato ad Hagen, nella Germania occidentale, insieme ad altre undici ex guardie delle SS che avevano operato e perpetrato crimini a Sobibór. Durante il processo affermò inizialmente di non essere mai stato a Sobibór e che invece si era limitato a combattere contro i partigiani nei dintorni di Lublino. Tuttavia, durante il controinterrogatorio alla fine crollò e ammise di essere stato a Sobibór. Prima della fine del processo, Bolender si suicidò impiccandosi nella sua cella. Lasciò un messaggio, nel quale si professò innocente.